# Расинг, Тео
Теодорюс Хенрикюс Мария (Тео) Расинг (англ. Theodorus Henricus Maria "Theo" Rasing; род. 26 мая 1953 года, Дидам) — нидерландский профессор экспериментальной физики в университете Радбауда в Неймегене. Областью его научных интересов является магнитооптика. Лауреат премии Спинозы 2008 года.

## Карьера
Расинг родился 26 мая 1953 года в Дидаме.
- В 1976 году с отличием окончил университет Радбуда в Неймегене по физике.
- В 1982 году получил докторскую степень в том же университете.
- В 1997 году стал профессором в университете Радбуда в Неймегене[1].

В феврале 2015 года по данным нидерландской газеты de Volkskrant Расинг занял 2-е место по объёму средств, полученных на  исследования.

## Основные труды
- Surfaces and Interfaces of Liquid Crystals (англ.) / Editors: Rasing, Theo, Musevic, Igor (Eds.). — Springer, 2004. — ISBN 978-3-642-05868-4. — doi:10.1007/978-3-662-10157-5.
- Ultrafast magnetism I: Proceedings of the international conference umc2013 Strasbourg, France, october 28th – november 1st (англ.) / Ed. Bigot, J.Y., Huebner, W., Rasing, T.H.M., Chantrell, R.. — Springer Proceedings in Physics ; 159. ISBN 9783319077420. — New York : Springer, 2015. — doi:10.1007/978-3-319-07743-7.

## Награды и звания
В 2007 году Премия по физике от Нидерландского Физического Общества.
В 2008 году стал одним из четырех лауреатов нидерландской премии Спинозы и получил грант в 1,5 миллиона евро. В 2013 году выиграл грант на сумму 2,5 миллиона евро от Европейского исследовательского совета за исследовательское предложение «самого быстрого намагничивания».
В 2010 году стал «Рыцарем Ордена Нидерландского Льва»,
С 2010 года Расинг избран членом Королевской академии наук и искусств Нидерландов.
C 2013 года член Европейской Академии.